# Dwergmeervallen
Dwergmeervallen (Scoloplacidae) zijn een familie van straalvinnige vissen uit de orde van de meervalachtigen (Siluriformes).

## Geslachten
- Scoloplax Linnaeus, 1758